# Antalyaspor Kulübü
El Antalyaspor Kulübü és un club de futbol turc de la ciutat d'Antalya.

## Història
L'Antalyaspor es formà el 1966 després que tres equips locals s'unissin. Aquests clubs eren el Yenikapı SuSpor, İlk Işıkspor i Ferrokromspor.
No fou fins al 1982 que el club ascendí a la primera divisió turca. Tornà a baixar al final de la temporada 1984-85. Tornà a ascendir només un any més tard tornant a descendir la temporada 1986-87. Un nou ascens el visqué el 1993-1994 i aquest cop es mantingué a la màxima categoria fins al 2002. Durant aquest període disputà dos copa la Copa Intertoto i un cop la Copa de la UEFA. I l'any 2000 arribà a la final de la copa turca que perdé per 5-3 amb el Galatasaray.

## Palmarès
- Finalista de la Copa turca de futbol (1): 2000

## Jugadors destacats
- Rüştü Reçber
- Burak Yılmaz
- Oscar Cordoba
- Richard Kingson